# Bandeira da Transbaicália
A bandeira da Transbaicália é um dos símbolos oficiais do krai da Transbaicália, uma subdivisão da Federação da Rússia. Ainda não foi aprovada nem foi proposto um novo modelo. Portanto, a região ainda usa os símbolos dos antigos oblast de Tchita e do okrug de Aga Buriácia. O krai da Transbaicália foi criado em 1 de março de 2008 como resultado fusão de Tchita com a Aga Buriácia. 

## Bandeiras das antigas unidades da Federação

### Bandeira doOblastde Tchita
A bandeira do oblast00 de Tchita consiste em um retângulo de proporção largura-comprimento de 2:3, dividido em três partes (domínios N 1, N 2, N 3), sendo  N 1 amarelo, N 2 verde e N 3 vermelho. O triângulo isósceles (campo n 1) tem razão tanto para a largura como para o comprimento de metade largura e comprimento da bandeira, respectivamente.

### Bandeira dookrugde Aga Buriácia
A bandeira do okrug de Aga Buriácia consiste em um retângulo de proporção largura-comprimento de 2:3 dividido em três listras verticais iguais: a esquerda azul, a intermediária amarela e da direita, branca. Na parte superior esquerda há um símbolo, o Soyombo, que está no centro do alto da
faixa azul a uma distância de 1/20 da largura da bandeira com a borda superior.
A bandeira de Aga Buriácia é bastante semelhante à bandeira da Buriácia, havendo somente uma inversão do sentido das faixas de vertical na primeira, para horizontal na segunda.
Simbolismo
O azul é a cor nacional da Buriácia e representa o céu e o lago Baikal, o banco significa a pureza, a felicidade, a paz e a unidade. A disposição do branco ao lado do azul faz referência à bandeira russa. O amarelo representa a liberdade e a prosperidade, além da religiosidade do povo, que, em sua maior parte, professa o lamaismo e budismo.
O Soyombo, símbolo que também aparece na bandeira da Mongólia, é composto por uma chama com três línguas, um círculo que representa o sol e uma crescente voltada para cima, que representa a lua. O sol é considerado a fonte da vida, da luz e da abundância, a lua é objeto de veneração pelos buriatas. O fogo significa o calor, a vida, a luz, a previdência, sendo que a primeira língua da chama representa o passado, a segunda o presente e a terceira o futuro.